# Instituto Polar Francés Paul-Émile Victor

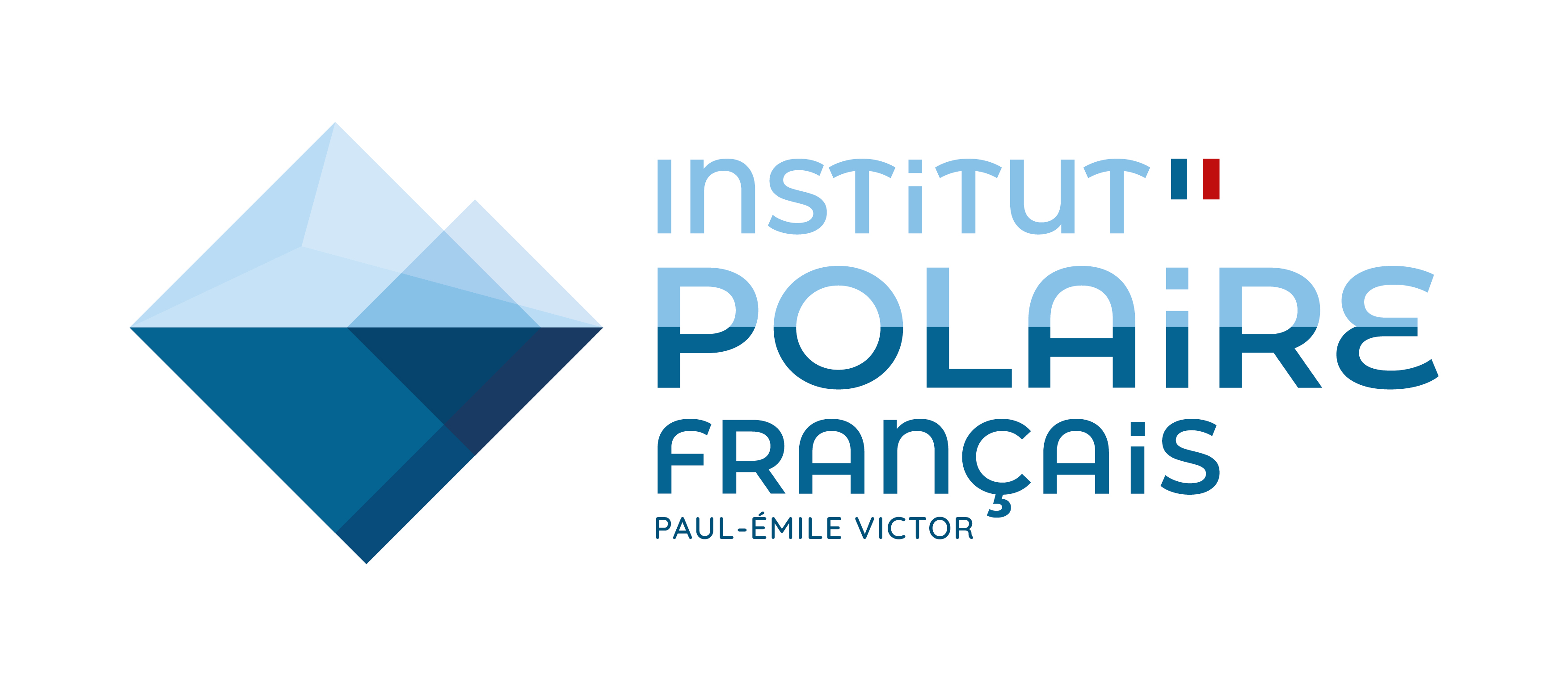
Logotipo del Instituto Polar Francés.

El Instituto Polar Francés Paul-Émile Victor (en francés: Institut polaire français Paul-Émile Victor, abreviado IPEV) es un organismo con la consideración de «agrupación de interés público»  con el cometido de ofrecer los medios humanos, logísticos, técnicos y financieros así como el marco legal adecuado para el desarrollo de la investigación científica nacional en las regiones polares y subpolares.
Desde su sede de Brest, los equipos permanentes del IPEV, unas cincuenta personas en total, administran los medios necesarios para la organización de expediciones científicas, en particular, las seis bases científicas francesas desplegadas en las regiones polares (una en el Ártico, dos en la Antártida y tres en las islas subantárticas), el barco polar L'Astrolabe y el buque oceanográfico Marion Dufresne 2.
Este instituto fundado en 1992 es el sucesor de las Expediciones Polares Francesas creadas por el explorador y etnólogo francés Paul-Émile Victor en 1947.

## Historia
El Instituto Francés para la Investigación y la Tecnología Polares (en francés: Institut français pour la recherche et la technologie polaires, IFRTP) fue creado en enero de 1992. Es el resultado de la fusión de las Expediciones Polares Francesas (EPF, fundadas en 1947) y de la misión de investigación de las Tierras Australes y Antárticas Francesas (un territorio de ultramar francés). En enero de 2002, fue prorrogado por 12 años bajo la denominación de Instituto Polar Francés Paul-Émile Victor (IPEV).

## Estructura y misión
El Instituto Polar Francés es una agrupación de interés público (groupement d’intérêt public, GIP) cuyos miembros son los principales actores de la investigación científica francesa en las regiones polares:
- el Ministerio de Educación Superior e Investigación, que proporciona la mayor parte del presupuesto;
- el Ministerio de Asuntos Exteriores;
- el CNRS, que proporciona personal;
- el Instituto Francés de Investigación para la Explotación del Mar (IFREMER),
- la Comisión de Energía Atómica y Energías Alternativas (CEA),
- las Tierras Australes y Antárticas Francesas (TAAF),
- Météo-France,
- el Centro Nacional de Estudios Espaciales (CNES),
- las Expediciones Polares Francesas.

Su misión consiste en implementar programas de investigación científica en las regiones polares de los dos hemisferios. El Instituto Polar Francés no es un organismo de investigación propiamente dicho, sino una agencia que ofrece medios para sostener a científicos franceses (CNRS, CEA, Ifremer, universidades, etc.) que deseen realizar investigaciones científicas en el medio polar. Para este fin, acompañado de un marco legal, el IPEV desarrolla los recursos humanos, logísticos, técnicos y financieros necesarios. El instituto gestiona seis bases y dos buques polares, y coopera con diversos organismos de ámbito internacional (SCAR, IASC, COMNAP, etc.) y nacional (como el alemán AWI o el italiano PNRA). Esta cooperación internacional ha dado lugar a la construcción de la base franco-italiana Concordia.
El Instituto Polar Francés tiene su sede en el parque tecnológico Brest-Iroise en Plouzané y cuenta con unos cincuenta empleados a tiempo completo de los que dos tercios son proporcionados por el CNRS. Cada año, el IPEV recluta a varias decenas de personas para sus misiones en las bases polares y subpolares, principalmente a través de su sitio web.
Existen dos grandes categorías de misiones según su duración:
- Misiones largas o de invierno, generalmente de 12 a 14 meses;
- Misiones de verano, de unos pocos meses de duración, generalmente en época estival.

Las diversas bases cuentan con técnicos y voluntarios del servicio cívico. A este personal se le confían, durante cada campaña de invierno o de verano, diversas misiones para supervisar los programas científicos (mantenimiento de aparatos, recopilación de datos) junto con los laboratorios coordinados en el territorio continental de Francia. Christophe Blain en su Carnet polaire (Éd. Casterman - ISBN 2-203-35919-6) hace seguimiento de este diario del IPEV.

## Bases científicas
El IPEV cuenta con varias bases científicas, tanto en el Ártico como en la Antártida, que se dejan a disposición de los investigadores:
- la base franco-alemana AWIPEV[3] de Ny-Ålesund, en la isla de Spitsbergen, que incluye el edificio Charles Rabot y la Base Jean Corbel;
- la base de Port-aux-Français, situada en las islas Kerguelen, al sur del océano Índico;
- la base Alfred Faure, en las islas Crozet, al sur del océano Índico;
- la base Martin de Viviès, en la isla Ámsterdam, al sur del océano Índico;
- la base Dumont d'Urville, en la isla de los Petreles, en la Tierra Adelia, Antártida;
- la base Concordia, sobre la meseta Antártica, cuya gestión es compartida con Italia.

## Buques
El IPEV dispone de dos buques para comunicar con estas bases y para realizar investigaciones oceanográficos:
- el Marion Dufresne para las misiones en las islas subantárticas y la investigación oceanográfica en el océano Índico;
- L'Astrolabe, para comunicar con la base Dumont d'Urville en la Antártida.